# حسن الحيوان
حسن الحيوان (1959 - 19 نوفمبر 2006) هو طبيب وأستاذ جامعي مصري، ونائب رئيس المكتب السياسي لجماعة الإخوان المسلمين سابقاً.

## حياته ونشأته
ولد في العام 1959 بمركز فاقوس بمحافظة الشرقية ووالده هو الكاتب الصحفي الراحل محمد الحيوان .
- أستاذ الأمراض الصدرية بكلية الطب بجامعة الزقازيق .[1]
- عضو مؤسس بلجنة الحريات بنقابة الأطباء بالشرقية .
- أحد رموز العمل النقابي والسياسي بمحافظة الشرقية .

## اعتقاله
- تعرض حسن الحيوان للسجن الانفرادي بسجن مزرعة طرة من يوم 16 ديسمبر 2005 م حتى ظهر يوم 18 فبراير 2006م حيث قررت النيابة إحالته إلى محكمة الجنايات بمحكمة أمن الدولة العليا وبرفقته اثنين بينهم أحد أعضاء الحزب الوطني في محافظة الشرقية متهم بحيازة أسلحة في سابقةٍ اعتبرت الأولي من نوعها في التعامل مع أفراد جماعة الإخوان المسلمين .
- حكمت المحكمة ببراءته بتاريخ 14 يونيو 2006 وتم اعتقاله بتاريخ 15 يونيو 2006 م ثم جدد حبسه تلقائيا حتى أفرج عنه في يوم الجمعة 22 سبتمبر 2006 م.

## وفاته
- شيَّع أكثر من عشرين ألفا من الإخوان المسلمون وجماهير محافظة الشرقية الدكتور حسن الحيوان عصر الأحد 19 نوفمبر 2006م بعد وفاة مفاجأة بمنزله بمركز فاقوس بمحافظة الشرقية ولم يرزق الدكتور الحيوان بأي من الأبناء.[2]